# 奥卡拉
奥卡拉是巴西塞阿拉州的一个市镇。总面积765.366平方公里，总人口23340人，人口密度30.5人/平方公里。